# The War (álbum)

The War (hangul: 더 워) é o quarto álbum de estúdio do grupo masculino sino-coreano EXO. Ele foi lançado digitalmente em 18 de julho de 2017 e fisicamente em 19 de julho pela S.M. Entertainment sob distribuição da Genie Music. O álbum é composto em nove faixas, incluindo a faixa-título "Ko Ko Bop". The War estabeleceu recorde como o álbum com a maior pré-venda da história do K-pop, acumulando mais de oitocentos mil cópias físicas pré-encomendadas. Pouco menos de um mês após seu lançamento, mais de um milhão de cópias foram vendidas apenas na Coreia do Sul, tornando-o o álbum de K-pop com maiores vendas de 2017 e o quarto álbum de estúdio consecutivo do grupo a ultrapassar a marca.
Em 5 de setembro, foi relançado sob o título The War: The Power Of Music. A reedição conta com três faixas inéditas, incluindo o single "Power".

## Antecedentes e lançamento
Ao realizar uma coletiva de imprensa em 28 de maio de 2017 referente à turnê The EXO'rDIUM, Baekhyun revelou que a faixa-título do próximo álbum do grupo já havia sido determinada, adicionando que tanto o EXO quanto a agência estavam satisfeitos com o resultado. Durante uma entrevista para a Billboard realizada no mesmo mês, o líder Suho revelou que o grupo muito provavelmente realizaria seu retorno aos palcos "em dias quentes;" no mês seguinte, um representante da S.M. Entertainment confirmou que o lançamento ocorreria no verão de 2017. Em 23 de junho, a S.M. anunciou que o mesmo ocorreria sem o integrante Lay, cujas atividades confirmadas em seu cronograma de promoção na China se sobrepuseram com as do grupo.
O primeiro teaser do videoclipe do single "Ko Ko Bop" foi revelado durante um concerto da turnê SM Town Live World Tour VI. A partir de 9 de julho de 2017, S.M. começou a lançar teasers individuais dos integrantes, onde foram revelados trechos das demais canções. O álbum foi revelado ser intitulado The War em 10 de julho pela gravadora do grupo, que o lançou digitalmente em 18 de julho e fisicamente em 19 de julho. As pré-vendas para o álbum foram abertas em 10 de julho, e a alta demanda causou a queda do Synnara e o bloqueio temporário dos servidores do site. No dia seguinte, o Synnara revelou que haveria três versões—regular A, regular B, e private—tanto para a versão coreana quanto mandarim. A versão private contém conteúdos exclusivos—fotos tiradas pelos próprios membros, comentários deles sobre as canções, e notas dos produtores e do grupo sobre o álbum.
Durante uma transmissão realizada em 20 de julho, Baekhyun confirmou que o grupo lançaria uma reedição do álbum. Ele adicionou: "Ko Ko Bop é exatamente o que é; uma véspera ou uma pré-sequência. O título do nosso novo álbum é The War (em português:  A Guerra). Vocês podem nos ver aproveitando a noite antes da luta, então marchando para a verdadeira guerra. Nesse momento, essa é a ponta do iceberg. Quando escutamos sobre o conceito, pensamos: essa é a S.M. para vocês. Seu planejamento explodiu a minha mente."
No mês seguinte, ocorreu o eclipse solar de 21 de agosto de 2017, que foi noticiado por todas as redes sociais do grupo. O primeiro teaser, intitulado #Total_Eclipse, foi lançado no horário de início do eclipse na Costa do Pacífico e revelou um trecho da canção inédita "Sweet Lies". #Parallel_Universe, que revelou trechos de "부메랑 (Boomerang)", foi lançado no dia seguinte. Seu lançamento foi seguido por Power #RF_05, que revelou trechos da faixa-título "Power". Em 30 de agosto, a agência anunciou que as três canções seriam inclusas na reedição do álbum, relançado sob o título The War: The Power Of Music. Elas foram lançadas em conjunto ao álbum em 5 de setembro.

## Divulgação
Em fevereiro de 2017, o líder do EXO, Suho, revelou que os membros estavam planejando promover-se ativamente em 2017, dando início as mesmas durante o verão coreano do mesmo ano. Para divulgar o retorno do grupo nas redes sociais, foram criadas páginas oficiais no Facebook, Instagram, Twitter e Weibo, onde divulgaram o teaser anteriormente lançado durante a turnê SM Town Live World Tour VI e os demais teasers individuais. No Twitter, utilizou a ferramenta Instant Unlock (em português:  desbloqueamento instantâneo), que permite que usuários vejam vídeos e conteúdos especiais após terem realizado certas ações, para divulgar o vídeo. Para conseguir acesso ao mesmo, foi necessário que os usuários escolhessem uma hashtag—#EXO, #KoKoBop, ou #TheWarEXO—e tweetassem sobre a mesma, alcançando o topo da lista de assuntos do momento de vários países.
De 14 a 16 de julho, no COEX Artium, quinhentos fãs puderam escutar trechos do single antes de seu lançamento com som 3D em realidade virtual. EXO realizou uma transmissão especial intitulada Ko Ko Bop on One Night Summer através do aplicativo V do Naver duas horas após o lançamento do álbum, onde conversaram sobre assuntos variados referentes ao seu lançamento e produção. Suas promoções em programas musicais iniciaram-se no M! Countdown em 20 de julho, onde performaram o single e a faixa "전야 (The Eve)". As promoções finalizaram em 13 de agosto, trazendo onze troféus ao grupo. "Power", faixa-título da reedição, terá suas promoções em programas musicais iniciadas em 7 de setembro no M! Countdown.

## Singles
O primeiro single "Ko Ko Bop" estreou no número um no Melon Realtime Chart, tornando-os o primeiro grupo de K-pop a entrar no topo gráfico depois que as mudanças no gráfico foram implementadas em 27 de fevereiro de 2017. As outras faixas do álbum estrearam no top nove. Foi relatado que vários servidores travaram, devido ao número de fãs transmitindo ao mesmo tempo. "Ko Ko Bop" também liderou 155 paradas do iTunes em todo o mundo, incluindo paradas de K-pop e paradas pop em geral, bem como paradas de gênero único.
"Ko Ko Bop" liderou o Gaon Digital Chart por quatro semanas não consecutivas. Exo também se tornou o primeiro grupo masculino a ficar em primeiro lugar no Gaon por quatro semanas. A música também ficou em primeiro lugar no Gaon Monthly Chart em agosto, tornando o Exo o primeiro grupo em 2017 e o quinto grupo masculino desde 2012 a liderar o gráfico. 
Em 14 de setembro, a música "Power" do Exo registrou a maior pontuação de todos os tempos no M Countdown com 11.000 pontos, tornando o Exo um dos dois artistas a alcançar uma pontuação perfeita após as mudanças no sistema serem implementadas em junho de 2015. A vitória também marca seu 100º vitória em programas de música.

## Desempenho comercial
The War acumulou mais de oitocentos mil pedidos em sua pré-venda, estabelecendo recorde como o álbum mais pré-encomendado do K-pop. EXO foi o primeiro grupo de ídolos a possuir um single que conseguiu estrear na primeira posição do Melon após a mudança de seu sistema em fevereiro de 2017, enquanto as demais faixas do álbum classificaram-se nas oito posições subsequentes. O álbum classificou-se na primeira posição na parada do iTunes de quarenta e dois países simultaneamente, estabelecendo um recorde para grupos de K-pop, tendo também atingido o primeiro lugar da parada da Apple Music de dezoito países. Ele estreou na primeira posição na Parada de Álbuns do Gaon e na Parada de Álbuns Mundiais da Billboard.
Uma semana após seu lançamento, mais de 600 mil cópias foram vendidas no Hanteo, tornando-o o álbum de K-pop com maiores vendas do primeiro semestre de 2017 e o álbum com a maior primeira semana de vendas por um artista coreano. No Gaon, foram acumuladas mais de novecentos e cinquenta mil unidades físicas vendidas apenas em julho. The War acumulou mais de um milhão de cópias vendidas, sendo o quarto álbum de estúdio consecutivo do grupo a ultrapassar a marca.

## Lista de faixas
| Versão coreana |                                     |                                                           |                                                                                                |         |  |
| N.º            | Título                              | Letras                                                    | Música                                                                                         | Duração |  |
| 1.             | "전야" (The Eve)                    | Hwang Yoo-bin                                             | Mike Woods Kevin White Andrew Bazzi MZMC Henry Rice n' Peas                                    | 2:56    |  |
| 2.             | "Ko Ko Bop"                         | Kim Jong-dae Park Chan-yeol Byun Baek-hyun JQ Hyun Ji-won | Kaelyn Behr Tay Jasper Shaylen Carroll MZMC Styalz Fuego                                       | 3:10    |  |
| 3.             | "What U Do?"                        | Kenzie                                                    | Kenzie Ronny Vidar Svendsen Justin Stein                                                       | 3:41    |  |
| 4.             | "Forever"                           | Kenzie                                                    | Kenzie LDN Noise Adrian Mckinnon                                                               | 3:51    |  |
| 5.             | "다이아몬드" (Diamond)              | Jo Yoon-kyung                                             | Harvey Mason Jr. Michael Wyckoff Britt Burton Patrick "J. Que" Smith Dewain Whitmore           | 3:31    |  |
| 6.             | "너의 손짓" (Touch It)              | Kim Jong-dae Jo Yoon-kyung                                | Carlos Battey Steven Battey David Delazyn Chaz Mishan Denzil "DR" Remedios Ryan S. Jhun        | 3:30    |  |
| 7.             | "소름" (Chill)                      | Park Chan-yeol Seo Ji-eum                                 | Darius Bryant Julien Maurice Moore G.Soul Tay Jasper Otha "Vakseen" Davis III MZMC Droyd       | 3:08    |  |
| 8.             | "기억을 걷는 밤" (Walk On Memories) | Lee Seu-ran                                               | Justin Reinstein Wassily Gradovsky                                                             | 3:52    |  |
| 9.             | "내가 미쳐" (Going Crazy)           | JQ Seolim                                                 | Shim Jae-won Shaun Wilbart "Vedo" McCoy III Paul "Marz" Thompson MZMC Otha "Vakseen" Davis III | 3:46    |  |
| Duração total: | Duração total:                      | Duração total:                                            | Duração total:                                                                                 | 32:25   |  |

| Faixas inéditas de The War: The Power Of Music |                      |                       |                                                                              |         |  |
| N.º                                            | Título               | Letras                | Música                                                                       | Duração |  |
| 2.                                             | "Power"              | JQ Kim Hye-jung       | Greg Bonnick Hayden Chapman James Matthew Nor                                | 3:42    |  |
| 3.                                             | "Sweet Lies"         | Park Chan-yeol G.Soul | Joe "Joe Millionaire" Foster Tay Jasper G.Soul Otha "Vakseen" Davis III MZMC | 3:36    |  |
| 7.                                             | "부메랑" (Boomerang) | Cho Yun-kyung         | Daniel "Obi" Klein Thomas Sardorff Ilang Lumholt                             | 3:00    |  |

| Versão mandarim |                               |                |                                                                                                |         |  |
| N.º             | Título                        | Letras         | Música                                                                                         | Duração |  |
| 1.              | "破風" (The Eve)              | Wang Jung-un   | Mike Woods Kevin White Andrew Bazzi MZMC Henry Rice n' Peas                                    | 2:56    |  |
| 2.              | "Ko Ko Bop"                   | Shim Baek-saek | Kaelyn Behr Tay Jasper Shaylen Carroll MZMC Styalz Fuego                                       | 3:10    |  |
| 3.              | "可愛·可惡" (What U Do?)      | Shim Baek-saek | Kenzie Ronny Vidar Svendsen Justin Stein                                                       | 3:41    |  |
| 4.              | "Forever"                     | Im Heun-yeob   | Kenzie LDN Noise Adrian Mckinnon                                                               | 3:51    |  |
| 5.              | "C樂章" (Diamond)             | Lu Yi Qiu      | Harvey Mason Jr. Michael Wyckoff Britt Burton Patrick "J. Que" Smith Dewain Whitmore           | 3:31    |  |
| 6.              | "指語" (Touch It)             | Li Yi Xuan     | Carlos Battey Steven Battey David Delazyn Chaz Mishan Denzil "DR" Remedios Ryan S. Jhun        | 3:30    |  |
| 7.              | "Chill"                       | Yang Yo-jung   | Darius Bryant Julien Maurice Moore G.Soul Tay Jasper Otha "Vakseen" Davis III MZMC Droyd       | 3:08    |  |
| 8.              | "夢回暮夜" (Walk On Memories) | Wang Jung-un   | Justin Reinstein Wassily Gradovsky                                                             | 3:52    |  |
| 9.              | "Going Crazy" (我疯了)        | Lu Yi Qiu      | Shim Jae-won Shaun Wilbart "Vedo" McCoy III Paul "Marz" Thompson MZMC Otha "Vakseen" Davis III | 3:46    |  |
| Duração total:  | Duração total:                | Duração total: | Duração total:                                                                                 | 32:25   |  |

| Faixas inéditas de The Power Of Music |                         |               |                                                                              |         |  |
| N.º                                   | Título                  | Letras        | Música                                                                       | Duração |  |
| 2.                                    | "Power" (超音力)        | Wu Yi Wei     | Greg Bonnick Hayden Chapman James Matthew Nor                                | 3:42    |  |
| 3.                                    | "Sweet Lies" (甜蜜謊言) | JeremyG       | Joe "Joe Millionaire" Foster Tay Jasper G.Soul Otha "Vakseen" Davis III MZMC | 3:36    |  |
| 7.                                    | "愛迴旋" (Yan Yun Nong) | Cho Yun-kyung | Daniel "Obi" Klein Thomas Sardorff Ilang Lumholt                             | 3:00    |  |

## Desempenho nas paradas musicais
| Parada (2017)                                 | Melhor posição |
| --------------------------------------------- | -------------- |
| Bélgica (Ultratop Flandres)                   | 92             |
| Canadá (Billboard Canadian Albums)            | 76             |
| China (YinYueTai)                             | 1              |
| Coreia do Sul (Gaon)                          | 1              |
| Escócia (Official Scottish Albums)            | 93             |
| Estados Unidos (Billboard 200)                | 87             |
| Estados Unidos (Billboard Independent Albums) | 3              |
| Estados Unidos (Billboard World Albums)       | 1              |
| França (SNEP)                                 | 24             |
| Japão (Oricon)                                | 11             |
| Japão (Oricon Western Albums)                 | 1              |
| Japão (Billboard)                             | 11             |
| Nova Zelândia (RMNZ)                          | 4              |
| Reino Unido (OCC)                             | 27             |
| Taiwan (Five Music)                           | 1              |

| Parada (2017)                 | Melhor posição |
| ----------------------------- | -------------- |
| Coreia do Sul (Gaon)          | 1              |
| Japão (Oricon)                | 22             |
| Japão (Oricon Western Albums) | 1              |

## Vendas
| País           | Vendas  |               |            |
| -------------- | ------- | ------------- | ---------- |
| País           | Vendas  | Coreia do Sul | 1,079,877+ |
| Estados Unidos | 7,000+  |               |            |
| Japão          | 25,587+ |               |            |

## Histórico de lançamento
| Versão                      | Região        | Data                  | Formato(s)           | Gravadora(s)                   | Ref   |
| --------------------------- | ------------- | --------------------- | -------------------- | ------------------------------ | ----- |
| The War                     | Coreia do Sul | 18 de julho de 2017   | Download digital     | S.M. Entertainment Genie Music | [ 1 ] |
| The War                     | Mundo         | 18 de julho de 2017   | Download digital     | S.M. Entertainment             | [ 1 ] |
| The War                     | Coreia do Sul | 19 de julho de 2017   | CD                   | S.M. Entertainment Genie Music | [ 1 ] |
| The War                     | Japão         | 21 de julho de 2017   | CD                   | S.M. Entertainment             |       |
| The War: The Power Of Music | Coreia do Sul | 5 de setembro de 2017 | CD, download digital | S.M. Entertainment Genie Music | [ 2 ] |
| The War: The Power Of Music | Mundo         | 5 de setembro de 2017 | Download digital     | S.M. Entertainment             | [ 2 ] |